# David Moss (koszykarz)
David Jerard Moss (ur. 9 września 1983 w Chicago) – amerykański koszykarz grający na pozycjach rzucającego obrońcy lub niskiego skrzydłowego, obecnie zawodnik Basket Brescia Leonessa.

## Osiągnięcia
Stan na 8 listopada 2019, na podstawie, o ile nie zaznaczono inaczej.
NCAA
- Najlepszy pierwszoroczny zawodnik MVC (2003)
- Zaliczony do:
  - I składu najlepszych:
    - pierwszorocznych zawodników MVC (2003)
    - nowo-przybyłych zawodników MVC (2003)

  - II składu MVC (2005, 2006)
  - składu MVC All-Conference Honorable Mention (2004)

Drużynowe
- Mistrz:
  - Włoch (2011–2014)
  - II ligi włoskiej (2015, 2016)
- Wicemistrz II ligi włoskiej (2008)
- Brąz:
  - Euroligi (2011)
  - mistrzostw Włoch (2015)
- Zdobywca:
  - superpucharu Włoch (2010, 2011)
  - pucharu:
    - Włoch (2011–2013)
    - II ligi włoskiej (2008)
- Finalista pucharu Włoch (2010, 2015, 2018)
- 3. miejsce podczas mistrzostw Włoch (2018)

Indywidualne
- Uczestnik meczu gwiazd ligi włoskiej (2011, 2012)